# Thạnh Mỹ, Vĩnh Thạnh (Cần Thơ)
Thạnh Mỹ là một xã thuộc huyện Vĩnh Thạnh, thành phố Cần Thơ, Việt Nam.
Xã Thạnh Mỹ có diện tích 21,41 km², dân số năm 2007 là 10.925 người, mật độ dân số đạt 510 người/km².